# Pierre Veyron
Pierre Veyron, francoski dirkač, * 1. oktober 1903, Lozère, Francija, † 2. november 1970, Cap d'Eze, Francija.
Pierre Veyron se je rodil 1. oktobra 1903 v francoskem mestu Lozère. Z dirkanjem se je začel ukvarjati v sezoni 1931, ko je z dirkalnikom Bugatti T37A dosegel svojo prvo zmago na dirki za Veliko nagrado Ženeve. Večinoma je nastopal na dirkah tipa Voiturette, na katerih je dosegel deset zmag. Svoj največji uspeh kariere pa je dosegel na dirki za 24 ur Le Mansa 1939, ki jo je z dirkalnikom Bugatti T57 dobil z znamenitim sotekmovalcem Jean-Pierrom Wimillom. Bugatti je njemu na čast poimenoval dirkalnik Bugatti Veyron. Umrl je leta 1970 v mestu Cap d'Eze.